# Collada del Carbó
La Collada del Carbó és una collada situada a 1.708,3 metres d'altitud al límit dels termes comunals d'Aiguatèbia i Talau i de Ralleu, tots dos de la comarca del Conflent, a la Catalunya del Nord. És al sud del terme de Ralleu i al nord del d'Aiguatèbia i Talau, a prop al sud-oest de Roca Troca i el Pic del Pas del Llop, a ponent del poble de Ralleu i al nord-oest del d'Aiguatèbia.